# Breux-sur-Avre
Breux-sur-Avre is een gemeente in het Franse departement Eure (regio Normandië) en telt 302 inwoners (2004). De plaats maakt deel uit van het arrondissement Évreux.

## Geografie
De oppervlakte van Breux-sur-Avre bedraagt 7,0 km², de bevolkingsdichtheid is 43,1 inwoners per km².
De onderstaande kaart toont de ligging van Breux-sur-Avre met de belangrijkste infrastructuur en aangrenzende gemeenten.

## Demografie
Onderstaande figuur toont het verloop van het inwonertal (bron: INSEE-tellingen).